# 거꾸로 연결해서 말하기
거꾸로 연결해서 말하기(back-chaining)는 구어에서 특히 다음절 (polysyllabic) 이나 어려운 단어 말하기를 가르치는 기술이다. 선생님이 마지막 음절을 발음하면 학생이 그것을 따라하고, 그 다음에 선생님이 계속해서 끝에서부터 처음으로 가는 다음 발음을 한다. 예를 들어, ‘무소그스키’(Mussorgsky)란 이름을 가르치려 할 때 선생님은 마지막 음절인 ‘스키’(-sky)를 발음하고 학생들이 이것을 따라하게 한다. 그런후 선생님은 ‘소그’(-sorg)를 붙여 ‘소그스키’(-sorgsky)라고 반복 발음하게 된다. 이후 남은 것인 첫음절을 포함해서 발음한다 (‘무소그스키’).
거꾸로 연결해서 말하기는 학생들에게 자연적으로 (말에) 강세를 넣게 한다. 이는 첫음절로부터 시작해서 말하기인 순서대로 연결해서 말하기 (front-chaining)보다 훨씬 쉽다. 왜냐하면 거꾸로 연결해서 말하기는 새요소 (new element)를 먼저 말해 쉽게 잊혀지지 않게 하기 때문이다.
거꾸로 연결해서 말하기는 선생님이 대화문을 선보이고 학생이 따라하는 경우 같이 문장전체를 말하는데에도 적용될 수 있다. 방법은 우선 선생님이 문장전체를 말한다. 학생들이 따라하는데 발음이 잘못되거나 주저하면서 따라하는 반응을 보이면 거꾸로 연결해서 말하기 기술이 사용되어야 한다. 다음의 보기는 Butzkamm과 Calwell의 책에서 인용되었다:
선생님:   저는 현재진행형을 공부하고 있어요 (I’m studying the present progressive). (학생들이 이 문장을 따라 발음하는데 어렵다고 여긴다)
선생님:   진행형 (Progressive).
학생:     진행형 (Progressive).
선생님:   현재 진행형(the present progressive). (학생들 따라한다).
선생님:   저는 현재진행형을 공부하고 있어요 (I’m studying the present progressive). (학생들은 전체 문장을 틀리지 않고 따라한다)

## 영어
거꾸로 연결해서 말하기는 순서대로 연결해서 말하기 보다 영어의 음운체계를 잘 유지한다. 보통 문장에 연결된 것이 아닌 단독 한 단어를 말하는 것과 문장끝에 위치한 단어사이에 강세의 차이는 없다. 이경우 마지막 음절로 시작하는 것이 훨씬 좋다.
영단어 ‘아로마’ (aroma)를 연결해서 말하기:
1. 순서대로 연결해서 말하기: 아 [ə]– 아로[ə.’ɹoʊ]– 아로마[ə.’ɹoʊ.mə]
2. 거꾸로 연결해서 말하기: 마 [mə ]– 로마[’ɹoʊ.mə] – 아로마[ə.’ɹoʊ.mə]

비록 많은 예외가 있긴하지만, 해피 (happy)란 단어에서 보듯 영어단어 음절은 강세-비강세 구조를 지니는 경향이 있다. –마 – 로마 – 아로마 가 이 음운체계를 따른다. 아- 아로- 같이 순서대로 시작하면 이 강세구조를 역행하고 배우기가 어렵게 된다. 선생님들은 시작부터 강-약 강세구조인 –로마, –아로마 같이 짝으로된 연결음절 단어를 선보이는 것을 시도해 볼 수도 있다.